# Svatá Lidwina
Svatá Lidwina, známá též jako Lidwina ze Schiedamu (18. března 1380, Schiedam – 14. dubna 1433, tamtéž) byla nizozemská světice. V patnácti letech upadla při ledním bruslení a zlomila si žebro. Nikdy se plně neuzdravila a postupně se stala invalidní po zbytek svého života. Její životopisci uvádějí, že ochrnula s výjimkou levé ruky, značná část jejího těla fyzicky upadala, a popisují rovněž krvácivost z úst, uší a nosu. Svatá Lidwina je považována za jednoho z prvních známých pacientů s roztroušenou sklerózou a její pád a následné postižení je připisováno této nemoci.